# 宽甲龙属
宽甲龙（属名：Platypelta）或译扁甲龙，是一属已灭绝的甲龙科（甲龙亚科）恐龙，化石发现于加拿大艾伯塔省南部晚白垩世（早坎帕阶晚期，约7750至7650万年前）的恐龙公园组，模式种是库氏宽甲龙（Platypelta coombsi）。

## 发现与命名

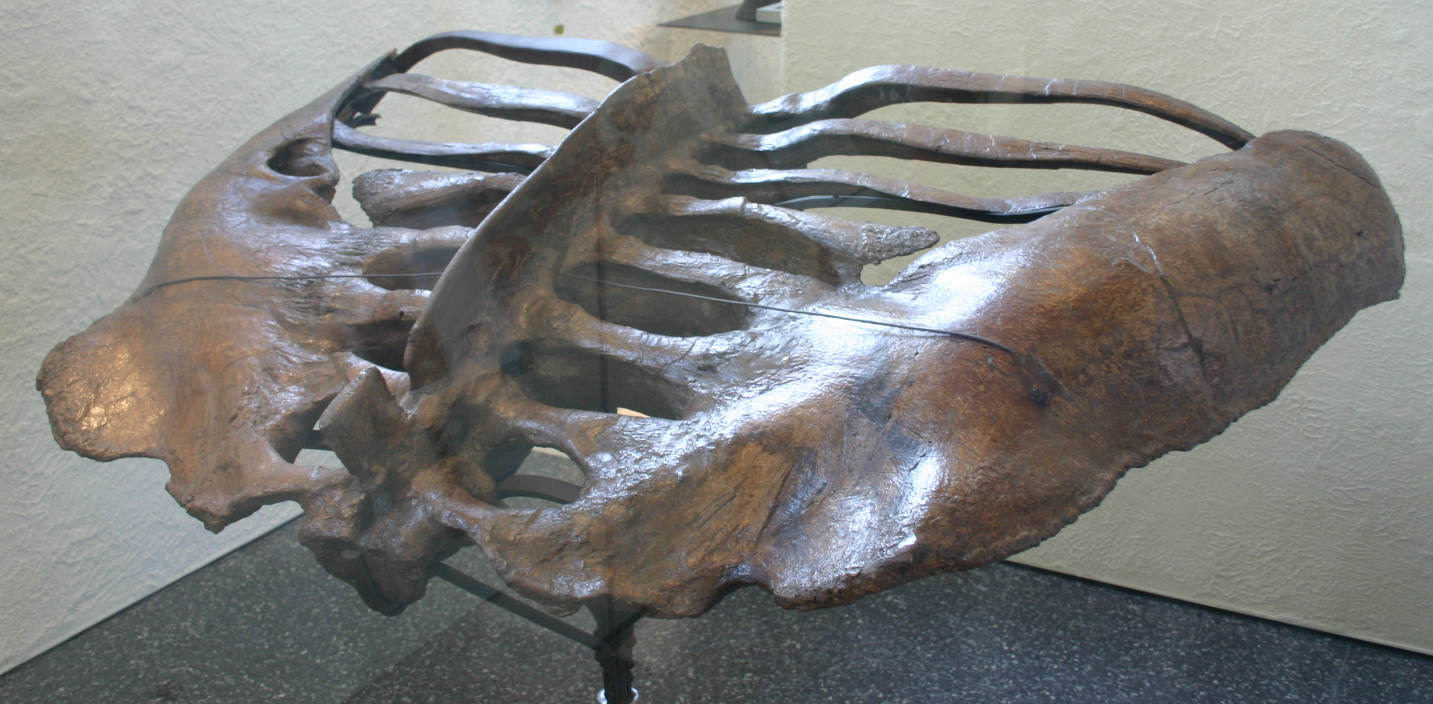
正模标本的骨盆

1914年，美国自然历史博物馆的巴纳姆·布朗（Barnum Brown）和彼得·凯森（Peter Kaisen）在艾伯塔省红鹿河附近的沙溪（史蒂夫维尔东南八英里处）挖出一具甲龙科骨骼（标本AMNH 5337）。1971年，沃尔特·普雷斯顿·库姆斯（Walter Preston Coombs）将其归类于包头龙。然而，保罗·彭卡斯基（Paul Penkalski）在2001年提，这具骨骼与标本AMNH 5403几乎相同，而且可能代表一个单独的分类单元。2013年，维多利亚·梅根·阿尔博尔（Victoria Megan Arbour）和菲利普·柯里（Philip Currie）因为AMNH 5337在骨盆区域不同于刺甲龙和倍甲龙而继续将其归类于包头龙。
2018年，彭卡斯基发表一项研究，研究中包括对这些标本的系统发育分析。结果显示，AMNH 5337和AMNH 5403位于与包头龙标本CMN 210、UALVP 31和AMNH 5406不同的位置。因此作者将两件标本建立为新属新种库氏宽甲龙（Platypelta coombsi）。属名取自希腊语platys（“宽阔的”）和plate（“小盾”）指其宽阔的皮内成骨，种名纪念古生物学家沃尔特·库姆斯，他在二十世纪末开创了对甲龙类的研究。
正模标本AMNH 5337发现于海拔667米的恐龙公园组，表明化石时期约为7680万年。它由带有颅骨、缺乏尾巴和后肢的骨骼组成。从融合的肋骨和肩带、粗糙的关节面和装甲来看，该化石代表一具成熟或年老的个体。
标本AMNH 5403、CMN 8876、ROM 788和ROM 813被归类于宽甲龙。AMNH 5403由严重压缩的、包括颅骨在内的身体前半部分组成。一个短的尾槌与该骨骼一起保存下来，但彭卡斯基怀疑二者的联系，指出尾槌没有标记也没有在加入目录中提到。CMN 8876是一个保存一颗牙齿的颅骨。ROM 788是一个尾槌。ROM 813是一个缺乏颅骨的骨骼，但含有整个骨盆、前肢和后肢。除大量皮内成骨外，它还保存了皮肤印痕。它被固定在三个还没有完全准备好保存印痕的石板上。彭卡斯基已在2001年提出它代表一个不同于包头龙的分类单元。

## 叙述
宽甲龙是种大型甲龙科，体长约为6米。

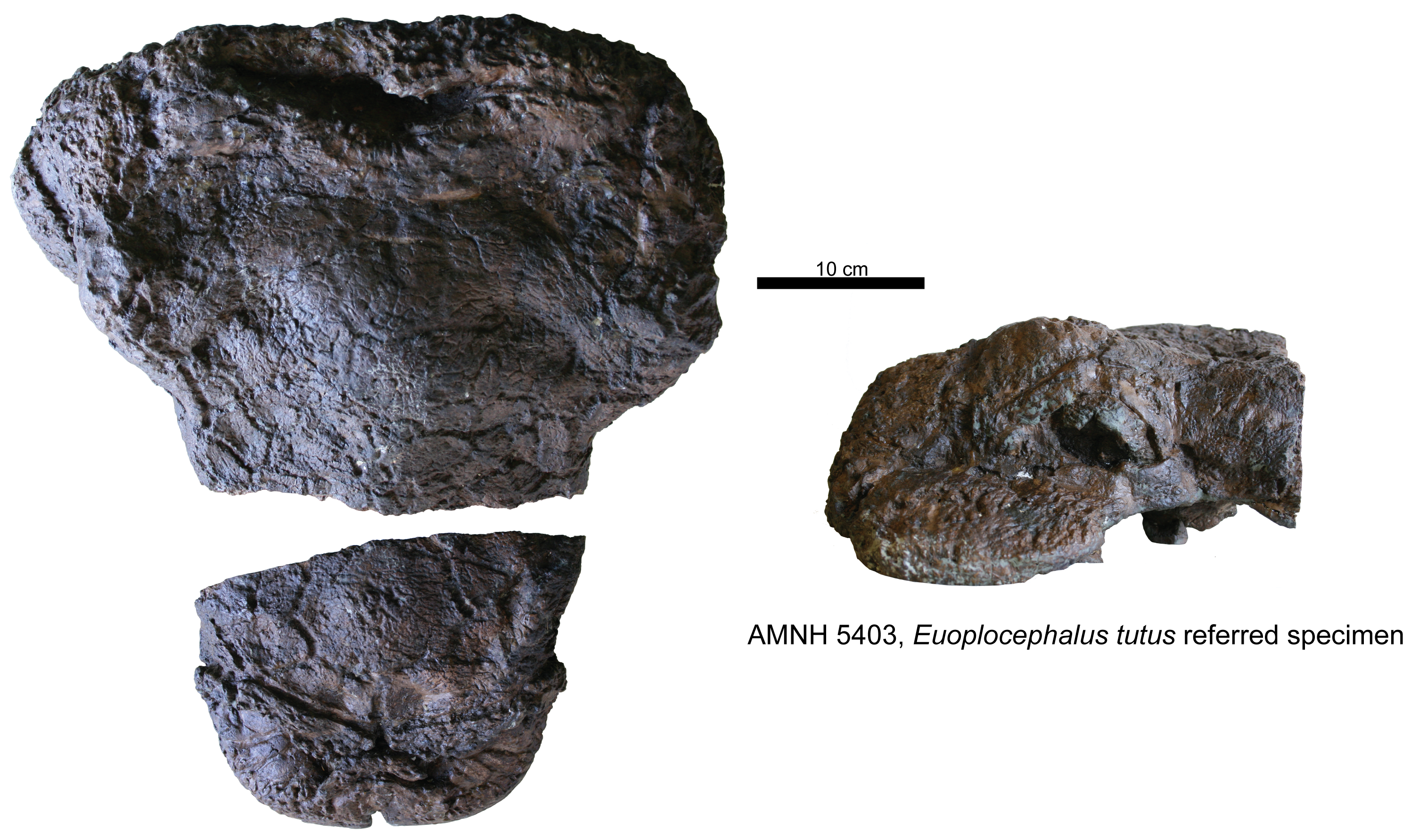
颅骨AMNH 5403

宽甲龙存在大量自衍征，包括：尾部的一些骨板很大，长度超过25厘米，顶面粗糙，锋利的龙骨延伸成尖锐的喙状；鼻部位于眼眶前方；上喙呈圆形且相对较小，其前方的犁骨重叠在融合的前颌骨后面；颅骨后部的枕髁很大；位于颅顶后角的鳞角低矮且粗糙，有一个宽的基部和一个延伸到后面的凹陷；牙冠装饰得很好；在下臂中，尺骨长而轻巧；在骨盆中，髂骨前刃仅向下方轻微弯曲；脚很强壮，爪子呈拱形；在第一个颈椎半环上（保护颈部前上方的横向护甲带），成对的中段皮内成骨被拉长，部分呈锥形突出；在第一个颈椎半环的侧面，皮内成骨有一个弯曲但不呈波浪状的龙骨，龙骨尖端向突出。

## 种系发生学
宽甲龙于2018年归入甲龙科的甲龙亚科。更确切地说，它是演化支包头龙族（Euoplocephalini）的成员。在演化树中，它被置于刺甲龙上方、倍甲龙下方。